# Ściąganie

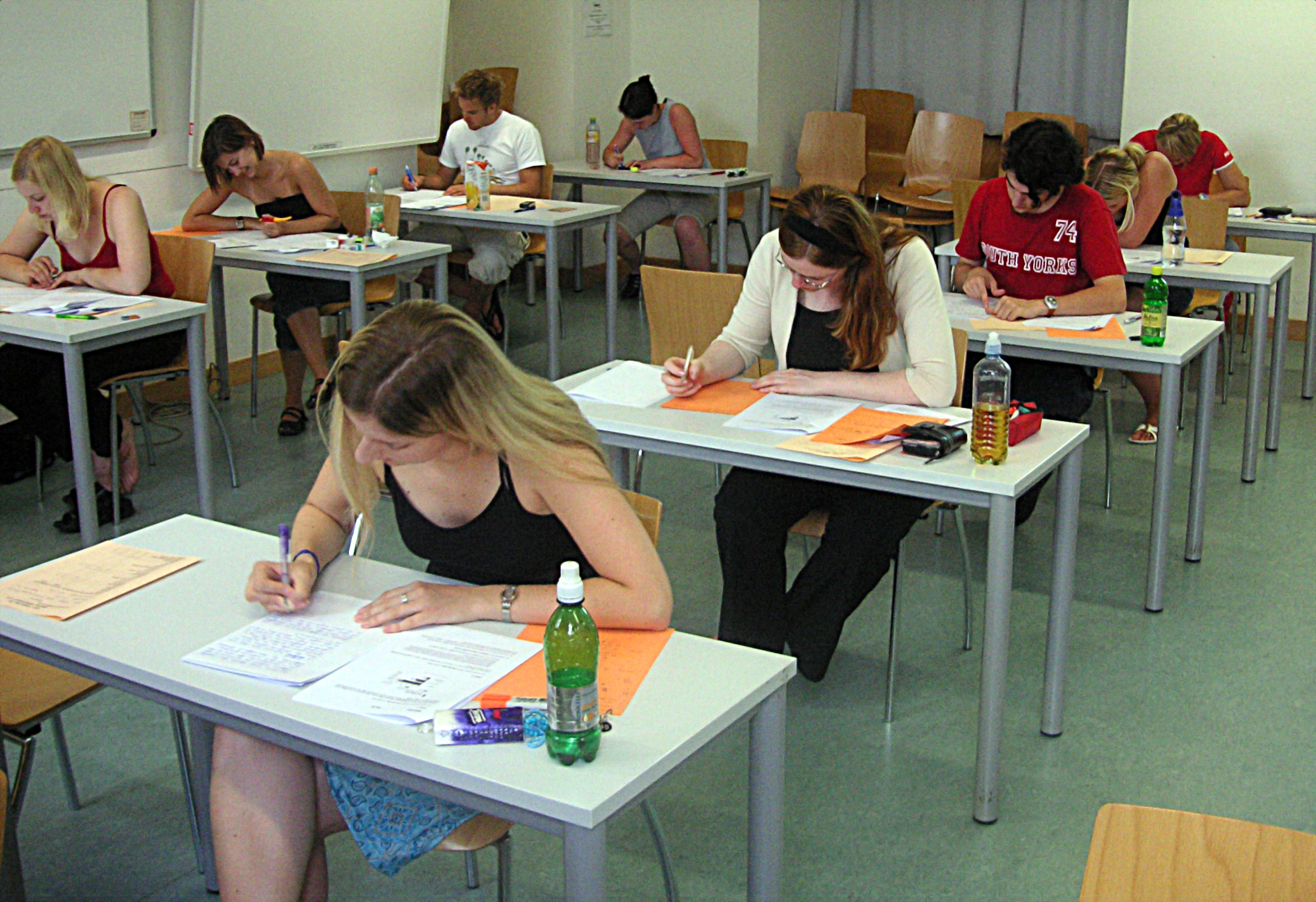

Ściąganie – przypadek oszustwa dokonany podczas egzaminów lub testów (klasówki, kolokwia) przez osobę egzaminowaną (student, uczeń), polegający na zastosowaniu w ich trakcie niedozwolonej pomocy.

## Przyczyny
Osoby ściągające próbują tłumaczyć swoje postępowanie trudnościami w opanowaniu wyznaczonego materiału, wynikające m.in. z braku czasu na naukę, braku motywacji lub niedostatecznego potencjału umysłowego.

## Sposoby

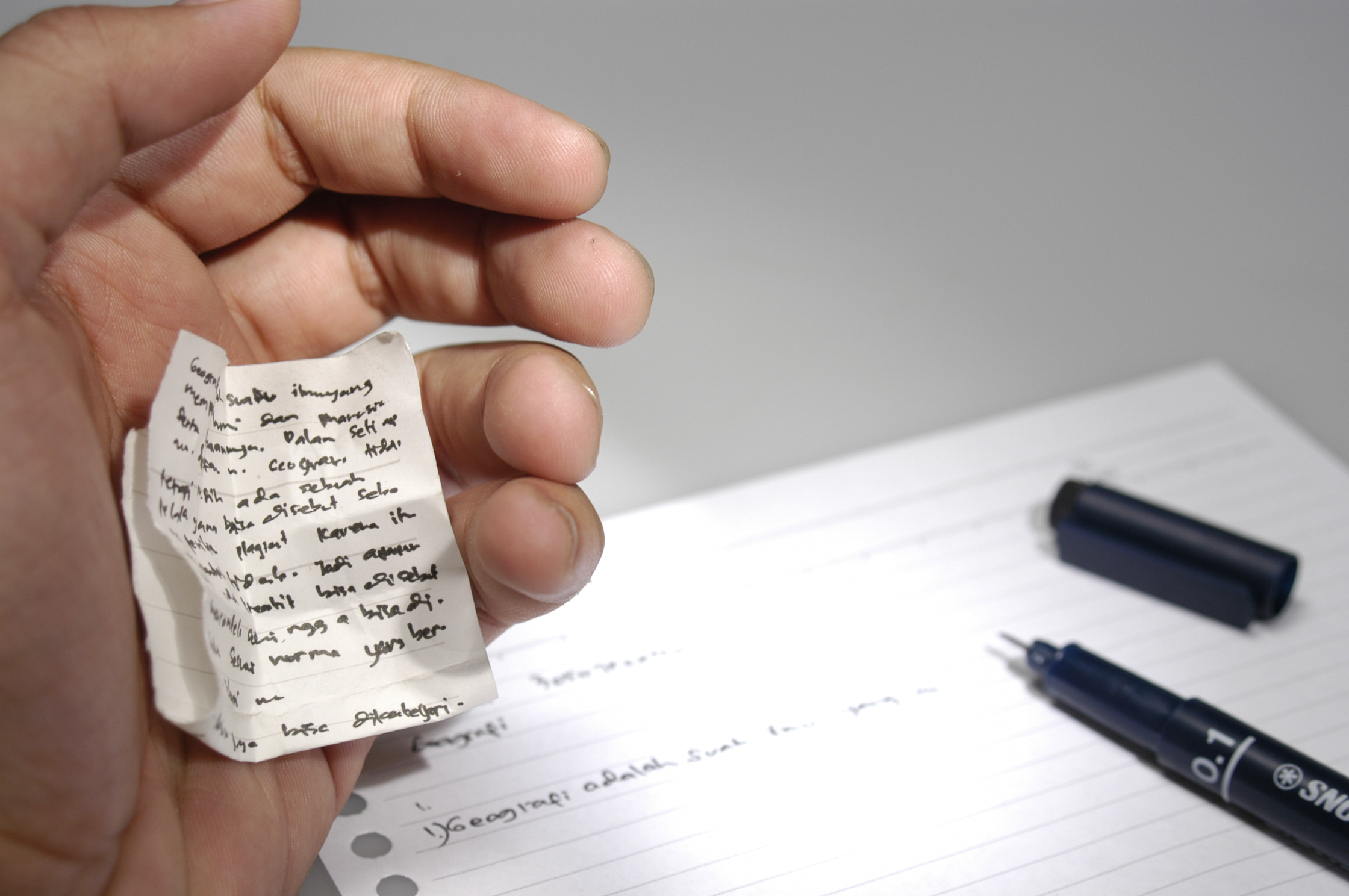
Ściąga w postaci rulonu lub harmonijki.

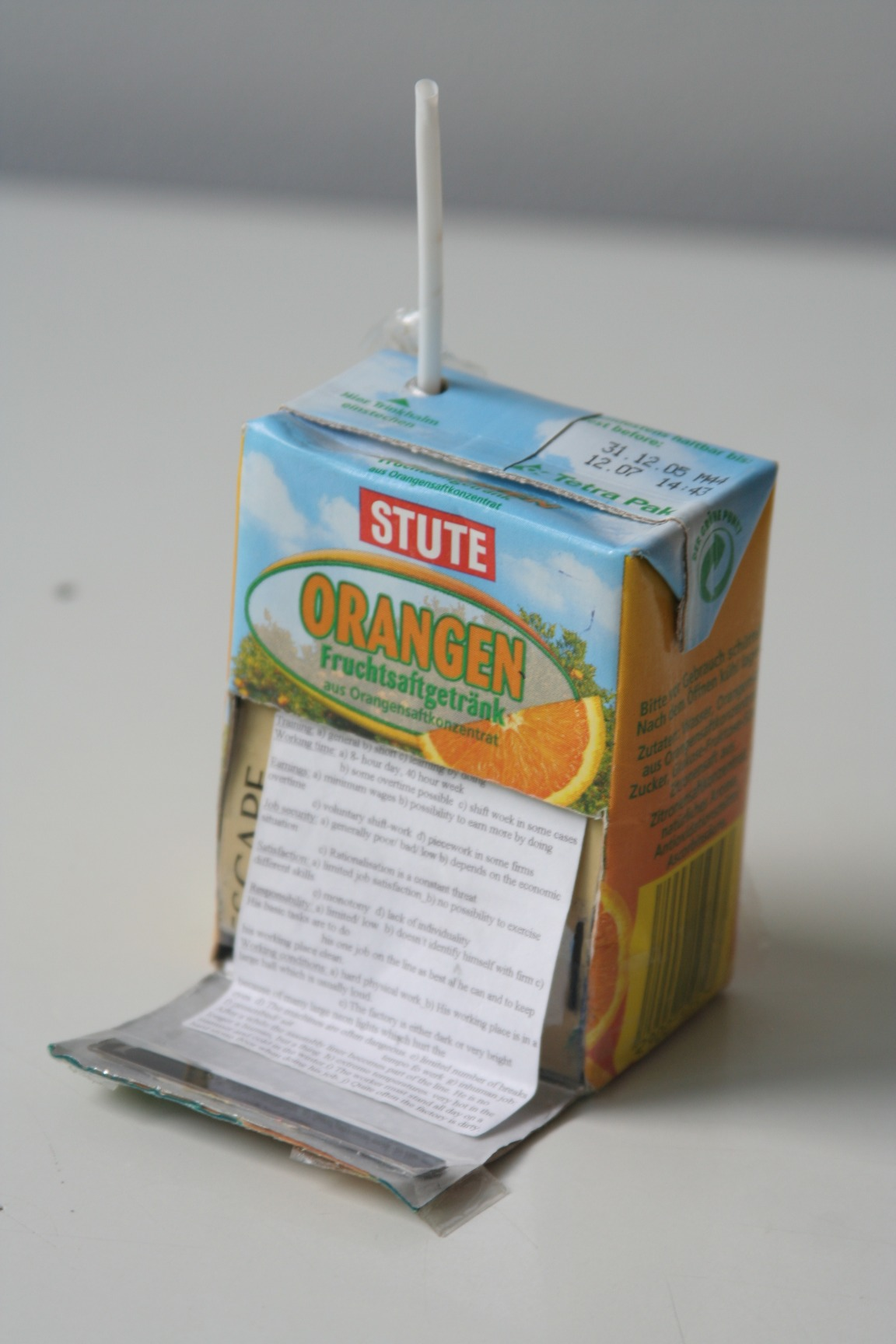
Ściąga w kartonie z napojem.

Pojęcie ściąganie obejmuje zarówno proces opracowywania i wykonywania ściąg i gotowców, jak i sam akt wykorzystywania w trakcie egzaminu informacji pochodzących z zewnętrznych źródeł. Sposoby pozyskiwania tych ostatnich obejmują:
- współdziałanie najlepiej przygotowanych zdających z pozostałymi zdającymi,
- przepisywanie odpowiedzi dostrzeżonych u pozostałych zdających,
- komunikacja między zdającymi, w formie pisemnej lub innej, służąca przekazywaniu odpowiedzi lub innym celom,
- zajmowanie w sali egzaminacyjnej miejsc ułatwiających wspomnianą komunikację,
- opuszczenie sali egzaminacyjnej pod pozorem potrzeby fizjologicznej,
- zastosowanie telefonów komórkowych oraz komunikacji radiowej.

## Ściąganie a prawo
W większości krajów szkolne ściąganie zwykle nie jest przestępstwem i nie jest wyraźnie zabronione przez prawo. Polskie prawo także nie definiuje wyraźnie tego typu przestępstwa.
Nie znaczy to jednak, że jest to działanie dozwolone, gdyż jest to oszustwo w sensie regulaminu szkoły. Poszczególne szkoły mogą mieć swoje odrębne regulaminy, które mogą podchodzić do problemu w bardziej lub mniej restrykcyjny sposób. Jest to zgodne z podstawową działalnością szkoły, którą jej twórcy określają jako nauczanie, ale także wychowanie następnych pokoleń w duchu uczciwości. Konsekwencją jest piętnowanie wszelkich postaw i zachowań niegodnych i nieetycznych. W Polsce najczęstszą karą dla ucznia bądź studenta przyłapanego na ściąganiu jest po prostu zakończenie testu i wystawienie mu za nią oceny niedostatecznej bez względu na to, co do tej pory napisał.
Rozporządzenie Ministra Edukacji i Nauki z dnia 1 sierpnia 2022 r. w sprawie egzaminu maturalnego (Dz.U. z 2022 r. poz. 1644) zabrania stosowania niedozwolonych form pomocy podczas egzaminu gimnazjalnego i maturalnego. Rozporządzenie Ministra Edukacji Narodowej z dnia 28 sierpnia 2019 r. w sprawie szczegółowych warunków i sposobu przeprowadzania egzaminu zawodowego oraz egzaminu potwierdzającego kwalifikacje w zawodzie (Dz.U. z 2024 r. poz. 552) stanowi podobnie w przypadku egzaminu zawodowego oraz potwierdzającego kwalifikacje w zawodzie.
Polskie prawo określa także procedury postępowania w przypadku ściągania podczas egzaminów państwowych do uzyskania określonych uprawnień. Na przykład w przypadku egzaminów na prawo jazdy, zgodnie obowiązującymi przepisami, „osoba egzaminowana uzyskuje wynik negatywny egzaminu, jeżeli korzystała z materiałów lub urządzeń stanowiących pomoc w udzieleniu właściwej odpowiedzi na pytania w trakcie 
części teoretycznej egzaminu lub korzystała z urządzeń innych niż znajdujące się w fabrycznym wyposażeniu pojazdu 
we właściwym wykonaniu zadań egzaminacyjnych, lub wykonywała te czynności niesamodzielnie" na podstawie § 32 pkt 2 Rozporządzenia Ministra Infrastruktury z dnia 24 listopada 2023 r. w sprawie egzaminowania osób ubiegających się o uprawnienia do kierowania pojazdami, szkolenia, egzaminowania i uzyskiwania uprawnień przez egzaminatorów oraz wzorów dokumentów stosowanych w tych sprawach (Dz.U. z 2023 r. poz. 2659).

## Podejście do ściągania

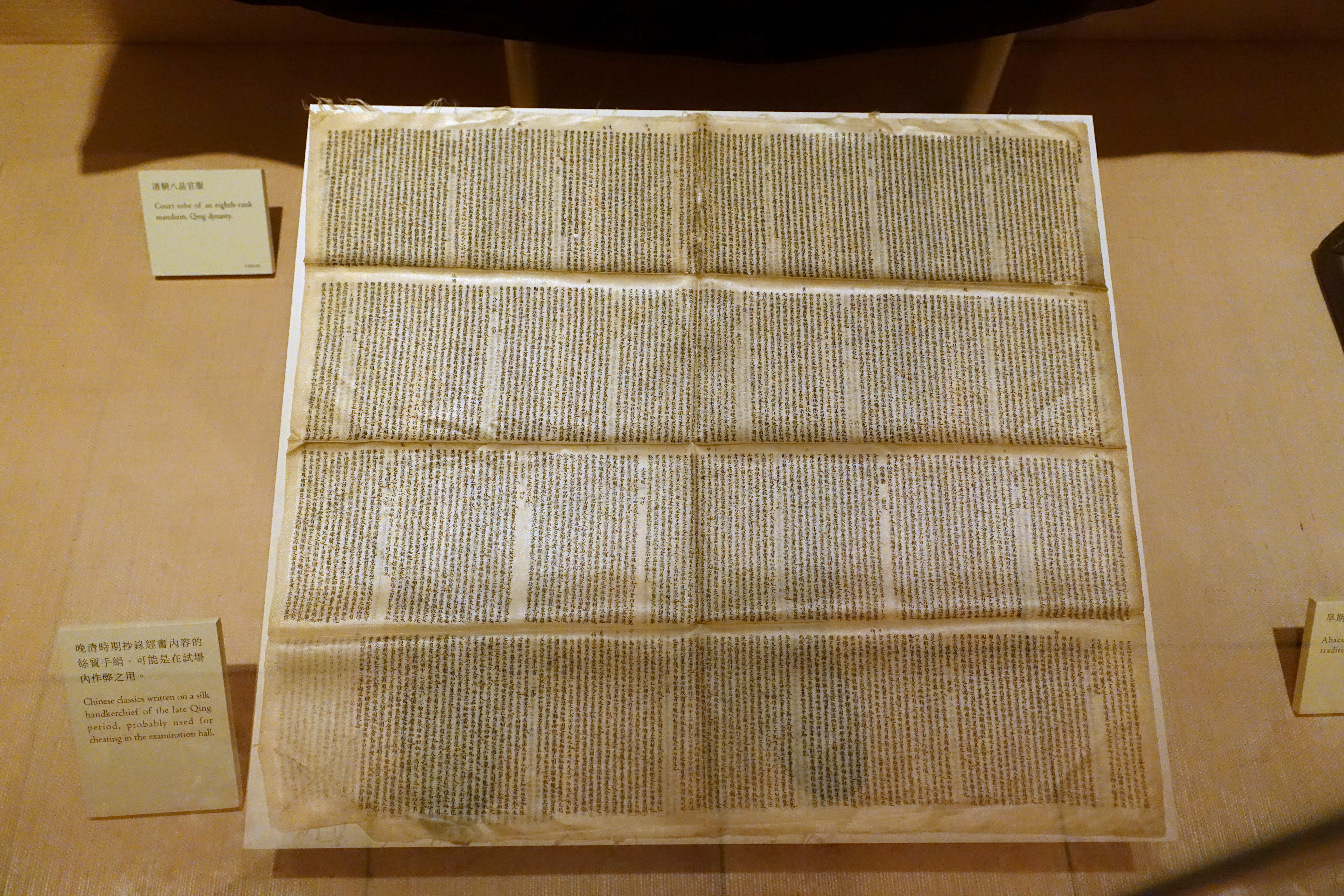
Chińska klasyka spisana „maczkiem” na jedwabnej chusteczce, prawdopodobnie użyta jako ściąga na sali egzaminacyjnej, pochodząca z okresu późnej dynastii Qing; Muzeum Historii w Hongkongu.

Ściąganie jest przeważnie ostro potępiane i zwalczane przez nauczycieli, którzy uważają je za nieuczciwy sposób prezentacji stanu posiadanej wiedzy (a raczej ukrywania jej braku). Niemniej jednak część nauczycieli wyraża pogląd, że metody ściągania pierwszej grupy (wymagające nakładu pracy własnej i ograniczone do osoby przygotowującej) nie są tak szkodliwe i mogą być w pewnym stopniu tolerowane. Co więcej, na wyższych uczelniach, zwłaszcza na kierunkach ścisłych, czasami spotyka się egzaminy na których wolno korzystać ze wszelkich źródeł publikowanych (książek, skryptów) albo ze standardowych „ściąg" rozdawanych przez prowadzących; pozwala się ewentualnie na przygotowanie własnych materiałów pomocniczych nie przekraczających zadanej z góry objętości.
W Polsce panuje dość szerokie przyzwolenie społeczne na tego rodzaju praktyki. 58% Polaków nie jest przeciwnych ściąganiu, a tylko 28% ostro je potępia (według badań CBOS). Potwierdzają to badania przeprowadzone w Łodzi w 2004/2005 z których wynika, że ściąga 86-95% uczniów szkół średnich. Tylko 16% uczniów ściąganie uważa za coś złego, gdy 60% uczniów nie ma na ten temat zdania lub jest im to obojętne. Jeszcze bardziej liberalne podejście do ściągania mają kraje na wschód od Polski, w państwach takich jak Rosja, Ukraina czy Białoruś osoby ściągające często są wręcz obiektem podziwu jako osoby umiejące poradzić sobie w życiu, a nierzadko zdarza się, że sami rodzice przygotowują uczniów do ściągania, a ci robią to za cichym przyzwoleniem nauczycieli.
W krajach anglosaskich i w Niemczech stosunek do ściągania jest dużo bardziej restrykcyjny, w języku angielskim nie ma pojęcia ściąganie, na określenie tego zjawiska używa się słowa cheating, czyli po prostu oszukiwanie, jednak i w tych krajach jest to duży problem. Według badań przeprowadzonych w 2005 wśród amerykańskich studentów, przez Center for Academic Integrity, 70% z nich przyznało się do jakiejś formy ściągania. Ankieta stwierdza, że ściąganie jest także znaczącym problemem w szkołach gimnazjalnych, spośród których 60% uczniów szkół państwowych i prowadzonych przez parafie dopuszcza się różnego rodzaju plagiatów. Część nauczycieli i administracji szkolnych jest także zamieszana w organizowanie różnego rodzaju „pomocy" w czasie testów, mając na celu poprawę wyników ich uczniów. W przeciwieństwie do Polski w USA i w Niemczech jest jednak powszechna akceptacja społeczna dla ujawniania ściągającego (studenci skarżący się wykładowcy, że jeden z nich ściągał, a zatem próbował oszukać tych uczciwie uczących się do egzaminu, nie są potępiani przez społeczność jako donosiciele).
W krajach azjatyckich, w tym Korei Południowej, problem ściągania jest w zasadzie zmarginalizowany ze względu na bardzo restrykcyjne podejście do edukacji. Uczniowie przyłapani na ściąganiu są karani bardzo surowo. Kary cielesne są „najłagodniejszymi" z zastosowanych środków, gdyż z reguły następuje natychmiastowe wydalenie ze szkoły. Inną sprawą jest to, że kary cielesne są tam stosowane w przypadku słabych wyników w nauce, np. gdy uczeń udzieli złej odpowiedzi.

## Gwarowe określenia
W gwarze uczniowskiej istnieje wiele określeń na różne metody ściągania:
- zrzynanie (przepisywanie),
- „kserowanie" lub „zrzynanie na żywca" (przepisanie całej pracy od kolegi bez żadnych własnych zmian lub uzupełnień),
- podkładanie „pasztetów" (gotowców),
- „zapuszczanie żurawia" lub „zapuszczanie łabędzia" (zerkanie na pracę osoby obok).

## Temat ściągania w filmie

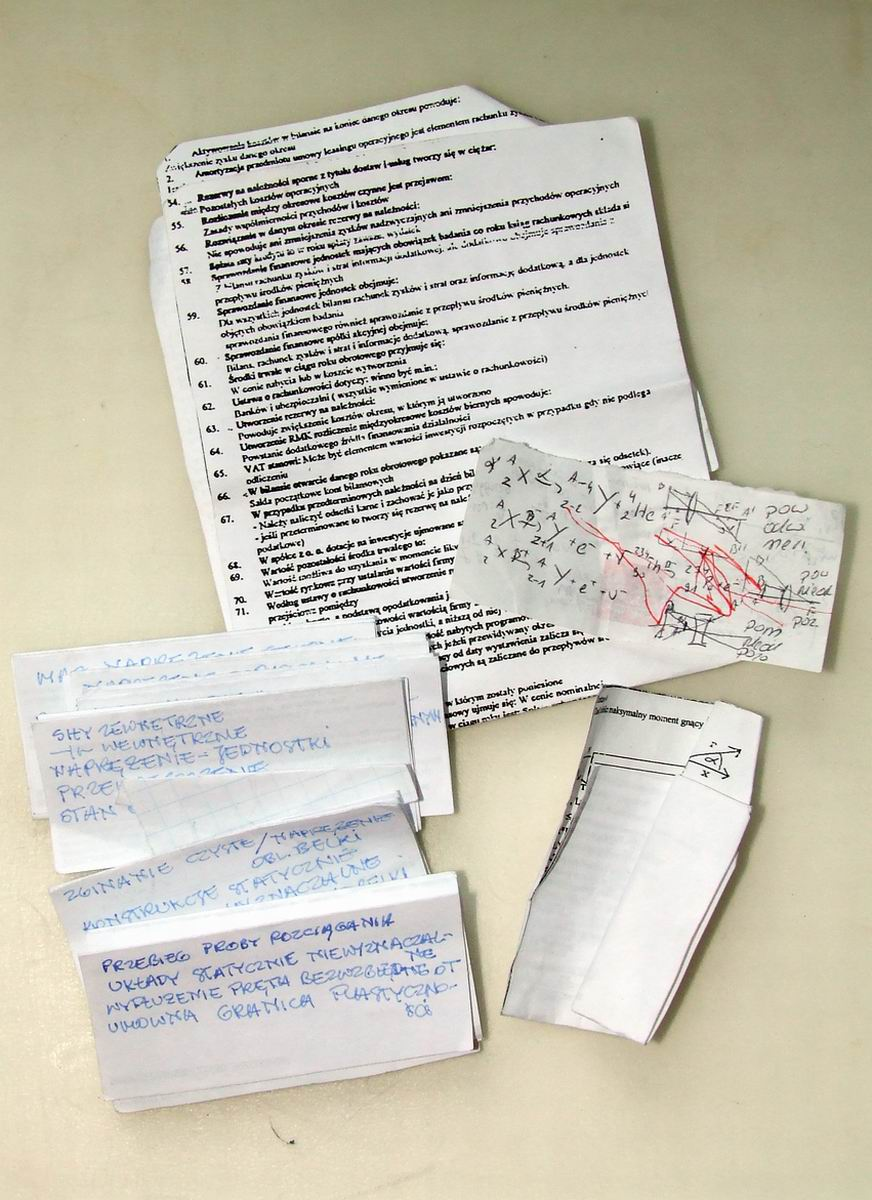
Odnalezione ściągi przez nauczycieli.

Temat ściągania występuje w wielu filmach, zwłaszcza komediach. Długą scenę dotyczącą ściągania możemy znaleźć np. w amerykańskiej komedii „Szpiedzy tacy jak my” (tytuł oryg.: Spies Like Us), w filmie z 2002 r. pt. „Kanciarze" (tytuł oryg.: Cheats) czy też w komedii produkcji polskiej „E=mc²". Scena testu kompetencji uprawniającego do zostania szpiegiem w zabawny i przerysowany sposób pokazuje kilka sposobów ściągania bezpośredniego (m.in. „zapuszczanie żurawia" oraz „zrzynanie na żywca") i z użyciem różnego rodzaju „sprytnie" ukrytych ściąg.

## Ściąganie we wspomnieniach znanych ludzi
- Kornel Makuszyński w Bezgrzesznych latach wspomina metody stosowane przez lwowskich gimnazjalistów.